# 中華民國博物館學會
中華民國博物館學會（英語：Taiwan Museum Association, ROC，簡稱博學會、TMA）是臺灣博物館相關從業人員及學者所組成的學會，成立於1990年7月22日。辦理各項博物館專題研究案及多場國際學術研討會，深耕於博物館專業發展相關議題研究，多年來持續媒合國內公、私立博物館、博物館相關大學校院及國際博物館協會等專業組織，致力於建構臺灣與國際博物館專業組織之交流網絡，擁有逾百所團體會員館及200多名個人會員。。

## 歷史
1990年7月22日，國立故宮博物院成立中華民國博物館學會，時任台北故宮院長秦孝儀當選第一屆理事長。11月19日，召開五人小組座談會決議：推廣輔導委員會由陳康順與劉檔河分別擔任正副召集人，學術出版委員會由漢寶德與黃光男分別擔任正副召集人，並請各館推薦專才人選組成委員會；英文會名定為「Chinese Association of Museums」，簡稱「CAM」。
1991年7月，會刊《博物季刊》創刊。
1996年4月，《博物季刊》（共出刊16期）改版為《博物館簡訊》。
2011年6月，學報《博物館與文化》創刊。
2023年12月16日，第十六屆第二次會員大會表決變更英文名稱，英文會名改定為「Taiwan Museum Association, ROC」，簡稱「TMA」。

## 主要業務及服務範圍

### 專業出版
1. 《博物館簡訊》 （页面存档备份，存于）季刊（3月、6月、9月、12月出刊）：刊登各式博物館主題專論、國內外博物館新聞，以及記錄國內外博物館領域的發展現況及文化現象。[3]
2. 《博物館與文化》 （页面存档备份，存于）學報（6月、12月出刊）：刊載博物館學及跨文化研究相關領域之學術論文及評論文章，提供原創性學術論文發表平台，擴展博物館學之於當代文化發展的學理發展與論述觀點。[5]
3. 《悠遊台灣博物館》 （页面存档备份，存于）：於2010年發行初版，2016年改版，2022年改版發行，收錄國內逾百所公私立博物館簡介，記載臺灣博物館獨特的發展型態與文化樣貌。此書例行出版語言為中文、英文，係博學會於國際推廣臺灣博物館之主力出版品。[6]

### 學術及專案研究
- 2010年博學會接受政府及各機關團體委託進行博物館專業研究和規劃，例如：合辦「博物館展示的景觀」學術研討會－第四屆博物館研究雙年學術、協辦〈博物館2010～21世紀的博物館價值與使命〉研討會。[2]
- 2011年協辦〈文化資產與記憶守護－2011國際博物館日〉主題展覽協辦〈「另一種聲音：博物館社會責任與文化實踐」國際研討會〉、協辦〈博物館程序標準國際研討會〉。[2]
- 2013年主辦「博物館與文化觀光」2012國際學術研討會、主持「2012-2015年博物館發展暨國際交流平臺深耕計畫」、國際博物館協會第23屆巴西年會出訪計畫。[2]
- 2014年主辦國際博物館管理委員會暨國際人權博物館聯盟（ICOM-INTERCOM & FIHRM）、國際博物館協會行銷與公關委員會（ICOM-MPR），與國際博物館協會區域博物館委員會（ICOM-ICR）2014臺北年會。[2]
- 2015年開始推動「博物館法相關法制整備計畫」、主辦國際博物館學委員會亞太分會（ICOM-ICOFOM-ASPAC）2015臺灣年會、協辦國際自然史博物館委員會（ICOM-NATHIST）2015臺灣年會。[2]
- 2016年參與國際博物館協會（ICOM）米蘭大會暨美國博物館聯盟（AAM）年會參展交流計畫。[2]
- 2019年參與國際博物館協會（ICOM）京都大會參展交流計畫 （页面存档备份，存于）。[2]
- 2022年參與國際博物館協會（ICOM）布拉格大會參展交流計畫 （页面存档备份，存于）。[2]
- 2023年辦理國際典藏委員會(ICOM-COMCOL)臺灣年會 （页面存档备份，存于）、國際區域博物館委員會(ICOM-ICR)臺南年會。[2]

### 專業培訓與會員活動
博學會自2008年起設立專業委員會制度，至今共設有12個專業委員會。每年不定期透過小型培訓、參訪活動或講座辦理，匯集博物館專業人才進行經驗交流與特定議題探討。專業委員會現聚焦於博物館展覽、博物館教育、視聽多媒體、專業人才培訓、藏品安全與維護、行銷與公關、博物館管理、兩岸交流發展、友善平權、原住民族、區域博物館、人權與博物館等各項議題上。 
除此之外，博學會近年為響應國際博物館協會「國際博物館日International Museums Day」活動，主動串聯國內博物館辦理免票參觀、聯合文宣等相關活動，期望藉由518博物館日的印象塑造，建構及深化博物館與民眾之間的連結，使參訪博物館成為民眾日常生活的一部分。

### 專業資訊與諮詢
博學會係為博物館專業組織，理監事組成皆為國內博物館相關領域之高階主管及大學相關系所專家學者，而逾百家機構會員與200餘位的個人會員亦具備博物館專業知識及經驗，因此博學會除辦理研討會及相關活動外，亦可提供博物館專業諮詢與協助。

## 會員種類
- 團體會員：凡公私立博物館或與博物館有關之機構或團體。國立及國家級博物館為甲種會員；其他國立、直轄市立、縣(市)立及私立之機構或團體得申請選擇為甲種或乙種團體會員。團體會員應推派代表1名，以行使權利。[8]
- 一般會員：凡現任或曾任各博物館或相關機構之人員，贊同博學會宗旨、年滿18歲。[8]
- 學生會員：年滿18歲之大專院校各系所學生，憑學生證申請得享半價優惠。[8]
- 榮譽會員：凡對博物館事業或本會有特殊貢獻，經博學會理、監事會推薦，並經理事會通過者，得為榮譽會員。[8]
- 贊助會員：分博物館之友與工商團體會員兩種。[8]
- 博物館之友：凡年滿18歲、有行為能力並對博物館愛好之個人。
- 工商團體會員：凡對博物館事業愛好之機構或團體。團體會員推派代表1名，以行使權利。

## 歷任理事長[9][10][11][12]
| 屆次     | 姓名   | 任期                           |
| 第一屆   | 秦孝儀 | 1990年至1995年                 |
| 第二屆   | 秦孝儀 | 1990年至1995年                 |
| 第三屆   | 漢寶德 | 1996年至1997年                 |
| 第四屆   | 漢寶德 | 1998年至1999年                 |
| 第五屆   | 黃光男 | 2000年至2001年                 |
| 第六屆   | 黃光男 | 2002年至2003年                 |
| 第七屆   | 林柏亭 | 2004年至2005年                 |
| 第八屆   | 林曼麗 | 2006年至2007年                 |
| 第九屆   | 林柏亭 | 2008年至2009年                 |
| 第十屆   | 馮明珠 | 2010年2月26日至2012年3月2日    |
| 第十一屆 | 馮明珠 | 2012年3月3日至2014年2月6日     |
| 第十二屆 | 張譽騰 | 2014年2月7日至2016年1月22日    |
| 第十三屆 | 張譽騰 | 2016年1月23日至2018年1月5日    |
| 第十四屆 | 蕭宗煌 | 2018年1月6日至2019年12月29日   |
| 第十五屆 | 蕭宗煌 | 2019年12月30日至2022年12月29日 |
| 第十六屆 | 洪世佑 | 2022年12月30日至2025年12月29日 |

### 理監事
| 職銜     | 姓名   | 現任本職                                                      |
| 理事長   | 洪世佑 | 國立歷史博物館館長                                            |
| 副理事長 | 陳國寧 | 中華民國博物館學會副理事長                                    |
| 副理事長 | 賴維鈞 | 臺南市美術館副研究員                                          |
| 常務理事 | 王長華 | 中華民國博物館學會常務理事                                    |
| 常務理事 | 吳淑英 | 燕樓故事館總監 李乾朗古建築研究室總監                         |
| 常務理事 | 辛治寧 | 國立歷史博物館教育推廣組組長                                  |
| 常務理事 | 賴瑛瑛 | 中華民國博物館學會常務理事                                    |
| 理事     | 余佩瑾 | 國立故宮博物院副院長                                          |
| 理事     | 劉德祥 | 國立臺南藝術大學博物館學與古物維護研究所兼任副教授            |
| 理事     | 李莎莉 | 財團法人福祿文化基金會執行長                                  |
| 理事     | 陳訓祥 | 中華民國博物館學會理事                                        |
| 理事     | 曾信傑 | 國立臺南藝術大學博物館學與古物維護研究所所長                  |
| 理事     | 陳碧琳 | 宜蘭縣立蘭陽博物館館長                                        |
| 理事     | 劉惠媛 | 臺灣數位文化科技與藝術學會執行長                              |
| 理事     | 謝佩霓 | 國立清華大學美術館館長 文化內容策進院董事                     |
| 理事     | 羅欣怡 | 全聯善美的文化藝術基金會執行長                                |
| 理事     | 陳春蘭 | 文化部參事                                                    |
| 理事     | 洪世芳 | 國家人權博物館館長                                            |
| 理事     | 如常   | 佛光山佛陀紀念館館長                                          |
| 理事     | 林秋芳 | 臺南市美術館館長                                              |
| 理事     | 賴素鈴 | 國立臺北藝術大學兼任助理教授 財團法人臺灣博物館文教基金會董事 |
| 常務監事 | 蕭淑貞 | 國立臺灣歷史博物館研究員                                      |
| 監事     | 林威城 | 順益臺灣原住民博物館副館長                                    |
| 監事     | 李秀鳳 | 國立科學工藝博物館館長                                        |
| 監事     | 何金樑 | 客家委員會客家文化發展中心主任                                |
| 監事     | 岩素芬 | 中華民國博物館學會監事                                        |
| 監事     | 徐天福 | 中華民國博物館學會監事                                        |
| 監事     | 焦傳金 | 國立自然科學博物館館長                                        |

### 現任顧問
| 職銜 | 姓名   | 現任本職                         |
| 顧問 | 蕭宗煌 | 國立故宮博物院院長               |
| 顧問 | 廖桂英 | 財團法人鴻禧藝術文教基金會董事長 |

## 外部連結
- 官方网站